# 新考蓬基
新考蓬基（芬蘭語：Uusikaupunki），也称尼斯塔德（瑞典語：Nystad，芬瑞名字的意义皆为“新城”），是芬兰西南芬兰区的一个使用“城市”称呼的市镇，约97%的居民使用芬兰语。
1721年，《尼斯塔德和約》在新考蓬基签署，结束了瑞典与俄罗斯之间的战争。

## 友好城市
- 爱沙尼亚安茨拉
- 丹麦哈泽斯莱乌
- 俄罗斯大诺夫哥罗德
- 挪威桑讷菲尤尔
- 匈牙利圣安德烈
- 瑞典瓦尔贝里